# Alejandro Polihistor
Lucio Cornelio Alejandro Polihistor (100 a. C.-40 a. C.; también conocido como Alejandro de Mileto) fue un erudito griego.
Nació en Mileto, Éfeso o Mindos en Caria. Era ya conocido hacia el 70 a. C. Capturado por las tropas romanas de Sila, durante la primera guerra mitridática (88-84 a. C.). Fue entregado en Roma como esclavo. Liberto en el 82 a. C. continuó viviendo en Italia y llegó a obtener la ciudadanía romana. Llegó a ser un escritor tan prolífico, que recibió el apellido de Polihistor. Acompañó a Craso en su guerra contra los partos y murió en el incendio de su casa en Laurentum.
La mayoría de sus obras se han perdido, pero los fragmentos que se han conservado arrojan luces sobre los asuntos del Mediterráneo oriental en la antigüedad.

## Obras
El más importante tratado escrito por Alejandro, consistió en 42 libros de historia y geografía sobre los países conocidos. Como filósofo, Alejandro escribió Sucesiones de Filósofos, citado varias veces por Diógenes Laercio en sus Vidas y Opiniones de Eminentes Filósofos. Alejandro consideraba dos principios básicos bivalentes, la unidad fundamental o principio activo y el su dualidad perfecta, el pasivo; y afirmaba, con los pitagóricos, que el comienzo de todo es la unidad y la misma unidad causa la indefinida dualidad. Escribió sobre la contradicción, el destino, la vida, el alma, la perfección y también sobre los sueños, la alimentación y asuntos cotidianos o curiosos.

### Listado de obras
Esta es una lista de algunos de sus libros:
- Sobre Roma: 5 libros.
- Historia Caldea
- Antioquía
- Sobre India
- Sobre Egipto: 3 libros.
- Sobre los Judíos
- Sobre Creta
- Sobre Bitinia
- Sobre Iliria
- Sobre Frigia: 3 libros.
- Sobre Caria: 2 libros.
- Sobre Lycia: 2 libros.
- Sobre Cilicia
- Sobre Chipre
- Sobre Siria
- Sobre Libia: 3 libros.
- Sobre Licorea
- Sobre Pamplagonia
- Sobre Euxinus Pontus (el Mar Negro)
- Sobre el Oráculo de Delfos
- Sobre los animales
- Sobre sueños
- Sobre los símbolos pitagóricos
- Sucesiones de Filósofos